# Brasil nos Jogos Mundiais de 2017
Este artigo traz um resumo da participação brasileira nos Jogos Mundiais de 2017, disputado de 20 a 30 de julho na cidade de  Wroclaw, Polônia.

## Quadro de Medalhas Oficial
O Brasil terminou esta edição dos Jogos Mundiais na 16a posição do quadro de medalhas.
| Ordem | País   | Medalha de ouro | Medalha de prata | Medalha de bronze |   |
| ----- | ------ | --------------- | ---------------- | ----------------- | - |
| 16    | Brasil | 4               | 2                | 2                 | 8 |

### Atletas Medalhados
Ouro
- Valeria Kumikazi - Karate classe Kumite 55 kg[1]
- Ana Castellain - Levantamento de Peso Básico Feminino[2]
- Seleção Brasileira de Handebol de Praia Masculino - Thiago Barcellos, Nailson Amaral, Marcelo Machado, Cristiano Rossa, Bruno Oliveira, Diogo Vieira, Thiago Claudio, Wellington Esteves Pires, Pedro Wirtzbiki
- Seleção Brasileira de Handebol de Praia Feminino - Carolina Braz, Patrícia Scheppa, Nathalie Sena, Ingrid Frazão, Renata Santiago, Juliana Oliveira, Camila Souza, Jessica Barros, Cinthya Pires, Millena Alencar

 Prata
- Luciana Higuchi - Sumô peso leve[3]
- A dupla formada por Ana Caroline Martins e Noeli Dalla Corte na bocha (categoria: duplas feminina)[4]

 Bronze
- Rafaela Freitas - patinação artística estilo livre[5]
- Hernanit Veríssimo - Karate classe Kumite 75 kg[6]

## Quadro de Medalhas - Esportes de Demonstração
No Quadro de Medalhas dos Esportes de demonstração, o Brasil figurou na 8a posição.
| Ordem | País   | Medalha de ouro | Medalha de prata | Medalha de bronze |   |
| ----- | ------ | --------------- | ---------------- | ----------------- | - |
| 8     | Brasil | 1               | 0                | 0                 | 1 |

### Atletas Medalhados
Ouro
- Guto Inocente - Kickboxing, categoria "Super Peso pesado (+91 kg)[7]

## Lista de Atletas

### Esportes Coletivos
O Brasil tem três seleções de esportes coletivos competindo na Polônia: handebol de areia feminino e masculino e punhobol masculino.

### Esportes Individuais

#### Bocha
- Ana Carolina Martins, Nei Cenci, Noeli Corte e Volnei Branchi competirão na disciplina rafa da bocha. Eles tentam medalhas individuais e nas duplas.

#### Corrida de Orientação
Os brasileiros participam da distância média, do Sprint e do revezamento. Os atletas são: Elaine Lenz, Franciely Chiles, Henrique Araújo e Sidnaldo Sousa.

#### Danças
Larissa dos Santos e Robinson da Silva competirão na prova de casais no ritmo de salsa.

#### Esportes Aéreos
Nos esportes aéreos, a bandeira brasileira será representada por Paulo Marques.

#### Ginástica de Trampolim
Mariana Aquino defenderá a bandeira brasileira na categoria mini duplo.

#### Levantamento de Peso Básico
O país será representado por Ana Castellain, Cícera Taveres, David Coimbra e Érica Bueno.

#### Lutas e Artes Marciais
- Na disciplina ne-waza, do jiu-jitsu, Gabriel de Sousa representará o país na categoria até 85 kg.
- No karatê, o Brasil terá nomes apenas na disciplina do kumitê. São eles: Douglas Brose, Hernanit Veríssimo, Isabela Rodrigues e Valéria Kumizaki.
- No kickboxing o país terá representantes espalhados pelos diversos pesos: Bruno Gazani, Carlos Augusto Filho, Pâmela Assis, Wallace Lopes e Willer Alves.[8]
- No sumô aparecem Cristiano Mori, Daniela Vaqueiro, Fernanda Pelegrini, Flávio Kosaihira, Juliana Medeiros, Luciana Higuchi, Sarah Gomes e Takahiro Higuchi.

#### Patinação Artística
- Rafaela Freitas na disciplina livre da patinação artística.